# 三官出巡圖
《三官出巡圖》為描繪道教天官、地官、水官三位神祇合體出巡的巨幅繪畫作品，畫面宏偉壯觀，人物與神祇眾多，展現道教儀典與神系觀念的藝術再現。此類三官合體圖像在傳世作品中相當罕見，具獨特研究價值。

## 宗教背景
三官大帝為道教中重要神祇，包括：
天官（賜福天官）主司天界，賜予福德；
地官（赦罪地官）主司地界，赦免罪愆；
水官（解厄水官）主司水界，解除災厄。
三官信仰最早可追溯至唐代，相關圖像隨後以壁畫、經書插圖、卷軸繪畫等形式廣為流傳。道教儀式中，信徒會在道壇懸掛三官畫像進行觀想、禮讚與祈福，尤在大型「普渡」儀式時祈請三官神明蒞臨，圖像亦可能作為法會儀軌之視覺載體。

## 畫作內容
此畫描繪三官分乘龍、騎獅或乘車，自雲霧、波濤與林嶺中現身，分赴天、地、水三界出巡。隨行隊伍逾八十人，包括天將、土地神、龍王、魚精等，神鬼造型多元，顯現神明出巡之威儀與莊嚴。
畫面細節豐富，對儀仗、輿服、瑞獸、道服紋飾與鬚髮皆以泥金勾描細緻描繪。構圖縝密、色彩鮮明，具有高度視覺張力與敘事性。

## 歸屬與年代
本畫舊題為南宋宮廷畫家馬麟（活動於13世紀）之作，但畫中並無簽款。山水景物風格類似馬氏慣用技法，惟筆力稍弱，人物風格則更接近元明兩代職業畫家所作的宗教人物畫。
因此學界普遍認為本幅應為後人託名之作，且創作年代不晚於明代。其內容與風格融合宋畫細緻筆墨與元明道教圖像程式，反映其跨時代性與宗教文化的延續。

## 藝術與文化意涵
《三官出巡圖》展現道教天、地、水三界的神祇體系與宇宙觀，並透過圖像視覺化宗教儀式與信仰實踐。此作不僅具有宗教功能，也提供研究古代道教視覺文化、服飾制度與神祇造型的重要依據。
其視覺語言亦具敘事性與戲劇性，符合中國繪畫中「圖像講道理」與「詩畫合一」的傳統精神，為罕見的宗教美術範例。